# اسحاق بن حسان خریمی سغدی
ابویعقوب اسحاق بن حسّان بن قوصی خُرَیمی سُغدی شاعر ایرانی عربی‌گوی روزگار عباسیان بود. خریمی که در سدهٔ سوم هجری می‌زیست پیرو شعوبیه بود.
او سغدی‌تبار بود و در آغاز در خراسان می‌زیست. سپس به بغداد کوچید. او به دستگاه برمکیان نزدیک بود و این خاندان وی را ارجمند می‌داشته‌اند.

## شعر و اثرها
خریمی سغدی در شعرهایش به تبار ایرانیش می‌بالید برای نمونه در شعر زیر:
| انی امرءٌ من سراة الصغد البسنی |  | عِرق الاعاجم، جلداً طیب الخبر |

که معنایش چنین است:
«من مردی از بزرگان سغدم و رگ و پوستم از نژاد پاک ایرانی‌ است.»
خریمی سغدی به تبار خویش می‌بالید و گذشتهٔ شکوهمند ایرانیان را در شعرهایش گوشزد می‌نمود و بر عرب‌ها خرده‌ها می‌گرفت.
او اثری داشته‌است به نام قصیدة فی تاریخ بغداد.